# Fanni Illés
Fanni Illés, née le 1er mai 1992 à Keszthely (Hongrie), est une nageuse handisport hongroise concourant dans la catégorie S6. Après le titre européen en 2018, le titre mondial en 2019, elle remporte l'or olympique sur le 100 m brasse SB4 en 2021.

## Carrière
Elle est née avec une malformation congénitale des membres et une scoliose.
Fanni Illés commence la natation à l'âge de 12 ans et se qualifie, quatre ans plus tard, pour les Jeux paralympiques d'été de 2008.
Aux championnats du monde de 2019, elle gagne sa première médaille mondiale avec l'or sur le 100 m brasse SB4. Aux Jeux paralympiques suivants, elle obtient le titre paralympique sur la même distance en 1 min 44 s 14.

## Palmarès

### Jeux paralympiques
| Discipline / Année | Pékin 2008        | Londres 2012     | Rio 2016          | Tokyo 2020       | Paris 2024           |
| 400 m nage libre   | 9e 6 min 43 s 09  | -                | 9e 6 min 01 s 11  |                  |                      |
| 100 m brasse       | 8e 2 min 07 s 52  | 8e 1 min 59 s 47 | 5e 1 min 48 s 14  | Or 1 min 44 s 41 | Argent 1 min 50 s 25 |
| 100 m dos          | 11e 1 min 44 s 37 | -                | -                 |                  |                      |
| 200 m 4 nages      | 13e 3 min 58 s 59 | -                | 11e 3 min 27 s 02 |                  |                      |

### Championnats du monde
| Discipline / Année | Durban 2006       | Eindhoven 2010    | Montréal 2013    | Glasgow 2015 | Mexico 2017      | Londres 2019      |
| 400 m nage libre   | 7e 6 min 54 s 98  | 7e 6 min 27 s 45  | 6e 6 min 29 s 63 | -            | -                | -                 |
| 100 m brasse       | 7e 2 min 12 s 32  | 5e 1 min 58 s 86  | 7e 2 min 05 s 32 | DSQ          | 3e 2 min 03 s 72 | 1re 1 min 46 s 92 |
| 100 m dos          | 9e 1 min 45 s 87  | -                 | 7e 1 min 43 s 37 | -            | -                | -                 |
| 200 m 4 nages      | 10e 4 min 02 s 08 | 13e 3 min 47 s 13 | -                | -            | 5e 3 min 56 s 70 | -                 |

### Championnats d'Europe
| Discipline / Année | Eindhoven 2014   | Funchal 2016     | Dublin 2018       | Funchal 2021      |
| 100 m nage libre   | 6e 1 min 27 s 95 | 8e 1 min 25 s 78 | 11e 1 min 27 s 21 | 4e 1 min 24 s 48  |
| 400 m nage libre   | 4e 6 min 30 s 21 | 7e 6 min 07 s 06 | -                 | 4e 6 min 18 s 69  |
| 100 m brasse       | 3e 1 min 59 s 13 | 3e 1 min 48 s 66 | 1re 1 min 51 s 13 | 1re 1 min 49 s 02 |
| 100 m dos          | 5e 1 min 41 s 26 | 7e 1 min 38 s 67 | -                 | -                 |
| 200 m 4 nages      | 7e 3 min 47 s 56 | -                | -                 | -                 |